# ويليام إتش. بارنز
ويليام إتش. بارنز هو محامي وقاضي وسياسي أمريكي، ولد في 14 مايو 1843 في هامبتون في الولايات المتحدة، وتوفي في 10 نوفمبر 1904 في توسان في الولايات المتحدة. نشط حزبياً في الحزب الديمقراطي. وقد انتخب عضو مجلس نواب إلينوي ‏.